# دنور (پنسیلوانیا)
دنور (به انگلیسی: Denver) یک منطقهٔ مسکونی در ایالات متحده آمریکا است که در شهرستان لنکستر (پنسیلوانیا) واقع شده‌است. دنور ۳٫۳۶ کیلومتر مربع مساحت دارد ۱۲۰٫۰۹ متر بالاتر از سطح دریا واقع شده‌است.